# T's MUSIC (童子-Tのアルバム)
『T's MUSIC』（ティーズ・ミュージック）は、日本のヒップホップソロMCである童子-Tのメジャー6枚目のオリジナルアルバム。発売元は、ユニバーサルミュージック。

## 収録曲
1. T's MUSIC
2. Runner feat. 遊助, Mummy-D
3. ダンシング・ヒーロー（Eat You Up）feat. 北乃きい
4. 誰よりも feat. 中島美嘉
5. Turn Me On feat. ダイアナ・ガーネット
6. HOLE！feat. KOHEI JAPAN, LITTLE, hy4_4yh
7. Tonight feat. Alice
8. 真夏の夢
9. My Favorite Song feat. UNIST
10. さよなら
11. あなたがいたから feat. TOKINE
12. Sorry
13. 未来へと feat. 當山みれい